# Docent
 Der er for få eller ingen kildehenvisninger i denne artikel, hvilket er et problem. Du kan hjælpe ved at angive troværdige kilder til de påstande, som fremføres i artiklen.

En docent er en underviser ved en højere læreanstalt på universitetsniveau, som rangerer mellem lektor og professor.
Docentstillingen tildeles som regel til lektorer, som har ydet en særlig og betydningsfuld indsats inden for institutionens undervisning. Det er derudover en forudsætning, at lektoren har haft en væsentlig videnskabelig produktion på internationalt niveau.